# 10443 ван дер Пол
10443 ван дер Пол (10443 van der Pol) — астероїд головного поясу, відкритий 29 вересня 1973 року.
Тіссеранів параметр щодо Юпітера — 3,588.
Названий на честь голландського фізика  Балтазара ван дер Поля.